# راجر ماچادو
راجر ماچادو (انگلیسی: Roger Machado؛ زادهٔ ۳۱ مارس ۱۹۷۴) بازیکن بیسبال اهل کوبا بود.